# Порт Беккера
Порт Бе́ккера (эст. Bekkeri sadam, код в Регистре портов Эстонии: EE BEK) — морской торговый порт в Таллине, Эстония. Расположен в юго-западной части побережья залива Копли, между портом эстонской пограничной службы и портом Меэрузе. Был основан как порт судостроительного завода Беккера, возведённого в 1912—1914 годах в Ревеле для выполнения военных заказов Российской империи. Официальный адрес порта: ул. Марати, 14, Таллин. 

## История порта

### В Российской империи
Порт основан в 1912—1914 годах как гавань судостроительного завода Беккера. Возведение порта и судоверфи шло одновременно. Осенью 1917 года судостроительный завод был эвакуирован в Новороссийск. В 1918 году территорию бывшего завода охраняли члены «Омакайтсе», в период германской оккупации — немецкие войска.

### В Первой Эстонской республике
После окончания Эстонской освободительной войны здания завода Беккера стали использоваться развивающимися эстонскими предприятиями. В 1923 году здесь начала работу Коплиская скотобойня, основной продукцией которой был бекон, в основном экспортировавшийся  в Англию. В 1925 году в помещениях бывшего судостроительного завода действовало шесть предприятий, среди них выпускающее мясные изделия акционерное общество «Лихапродукт» (AS «Lihaprodukt») с 60 работниками, колбасный завод и скотобойня, мыловаренный завод В. Минквица (W. Minkwitz) с четырьмя работниками и две лесопилки. 

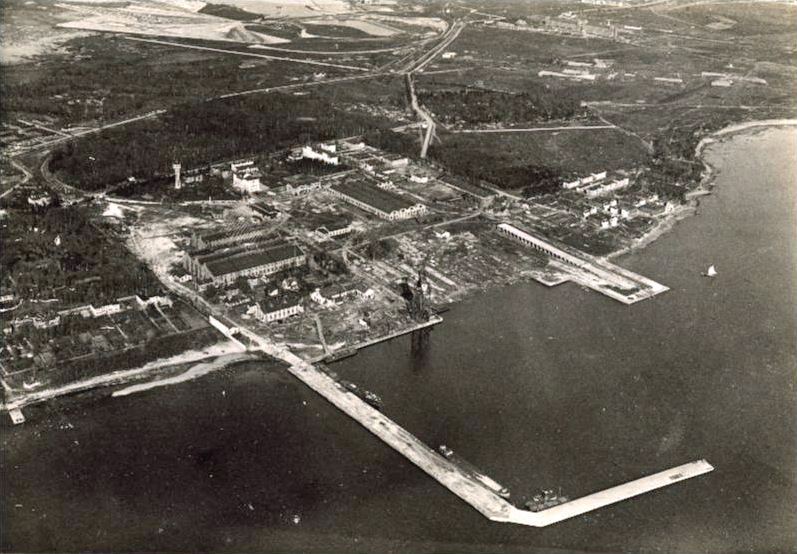
Аэрофото порта и судоверфи Беккера, 1920—1930-е годы

В 1920—1930-х годах порт Беккера официально назывался портом «Копли I». Он имел причалы общей протяжённостью 610 метров, склады общей площадью 7246 м² и нефтяные цистерны общим объёмом в 700 тонн; глубина воды в порту составляла 5,2—5,8 метра. С 1925 года порт использовался для вывоза древесины, а с начала 1930-х годов — жидкого топлива. 
В 1932 году в здания судостроительной мастерской и кузнечного цеха Беккера переехал завод резиновых изделий «Пыхьяла», который до этого работал в помещениях Русско-Балтийского судостроительного завода, и Стекольно-хрустальный завод Йоханнеса Лорупа. 20 июля 1934 года Северо-западное акционерное общество металлургических, механических и судостроительных заводов передало государству всё своё движимое и недвижимое имущество в покрытие долгов. Бывшие заводские здания были сданы в аренду различным предприятиям (AS Textiil Riidevabrik, Eesti Raadiotööstus и др.). Порт завода Беккера также нашёл своё применение. В 1935 году в порту в связи с амортизацией был демонтирован башенный кран завода Беккера высотой более 35 м, стрела которого достигал 21 м, что обеспечивало высоту подъема до 30 м. Максимальная подъёмная сила крана составляла 150 тонн.

### В Советской Эстонии
В советское время в гавани Беккера стояли корабли советской пограничной службы. В порту действовала Балтийская база Ленинградского Адмиралтейского объединения — занимавшееся ремонтом военных кораблей предприятие «Почтовый ящик В-8434». Стекольный завод Лорупа на улице Марати стал Стекольным заводом «Тарбеклаас», завод «Пыхьяла» также продолжил работу. На советских топографических картах (о42, 1:25 000, (1961, 1987)) сегодняшние порт Беккера и расположенный рядом с ним порт Меэрузе (ранее порт Коплиранна рыболовецкого колхоза «Маяк») вместе называются гавань Копли-Южная. Порт Беккера был пограничным портом СССР до вывода советских войск из Эстонии в начале 1990-х годов.

### В независимой Эстонии
В 1991 году Балтийская база была передана под контроль Эстонской республики, и было основано государственное акционерное общество «Балти Бааз» (RAS Balti Baas). Современное название порта официально утверждено 26 февраля 1998 года. В 1991—1997 годах портом управляла акционерное общество Balti Baas AS. 
В 1997—2000 годах вокруг порта Беккера произошло несколько конфликтов между разными предприятиями в связи с запутанными имущественными отношениями. В одном из них, связанном с акциями порта, участвовала российская фирма «Оренбургнефть», в другом случае Харьюская дружина «Кайтселийта» по заказу частной фирмы OÜ Rasmusson незаконно перекрыла улицу Марати. Некоторое время также поднимался вопрос о приобретении порта Беккера государством и создании на его базе военного порта.
Завод Пыхьяла был ликвидирован в 1998 году, и с 2018 года на его территории действует культурный центр «Пыхьяла», где проводятся выставки, концерты, фестивали, театральные выступления, работают магазины-студии, имеется возможность отдохнуть в общественном саду и в саду «на крыше» и прочие возможности для свободного времяпрепровождения.
В 2020 году эстонские архитекторы разработали концептуальный план по переустройству промышленных зон порта Беккера в жилые и коммерческие районы. Этот план даже включал в себя оперный театр, предложенный в то время Энделем Сиффом (Endel Siff), владельцем порта. В июне 2024 года Таллинская городская управа инициировала единый процесс детальной планировки порта Беккера и расположенного рядом с ним порта Меэрузе, также принадлежащего Энделю Сиффу. На площади около 34 гектаров будут построены жилые дома, офисные здания, парки и променады, пристань для яхт, а когда район станет густонаселённым, — детский сад и школа (идея с оперным театром была отклонена). Согласно планировке, самое высокое здание будет иметь высоту 14 этажей, остальные здания — от 2 до 7 этажей. Сохранятся также закрытые промышленные зоны. В будущем здесь будет курсировать трамвай. 
В августе 2024 года напротив главных ворот завода «Пыхьяла» началось строительство жилого квартала «Марати» (Marati Kvartal). К осени 2025 года здесь возведут 76 апартаментов, коммерческие площади, большой спортзал, широкую набережную и парковую зону.  
Согласно видению городских властей, территория Беккера–Меэрузе вместе с районом порта Хундипеа и развивающимся микрорайоном Ситси станет одним из современных центров района Пыхья-Таллинн.

## Описание порта
Площадь территории порта составляет 190 594,75 м², площадь акватории 336 300 м². От волн открытого моря порт защищён пирсами. Навигационный период — с 1 января по 31 декабря.  
Технические данные порта согласно Регистру портов Эстонии:
- общий тоннаж судна — до 30 тысяч т[17];
- наибольшая длина судна — 140 м;
- наибольшая ширина судна — 31 м;
- наибольшая осадка судна — 10,2 м;
- наименьшая ширина судового хода — 114 м;
- наименьшая глубина судового хода — 10,5 м.

Согласно официальной инструкции порта Беккера, в порт может зайти судно со следующими максимальными размерами: длина 190 м; ширина 32 м; осадка 9,2 м.
В порту осуществляется погрузка и разгрузка сыпучих грузов (например, щебень, пеллеты), их взвешивание, складирование в закрытых помещениях и на открытом воздухе. Площадь закрытого складского комплекса — 38 658 м², открытая площадь складирования — 86 370 м². Имеется железнодорожная платформа и две железнодорожные ветки общей длиной около 1,5 км. Хорошее расположение порта обеспечивает доступ к основным транспортным магистралям Таллина. Пассажирские перевозки и обслуживание любительских судов в порту не производятся.
Наряду с новыми строениями (двухэтажное административное здание площадью 2450 м², крытый склад площадью 6000 м² и пр.), на территории порта Беккера расположены (и некоторые используются) здания бывшего судостроительного завода Беккера, внесённые в Государственный регистр памятников культуры Эстонии как памятники архитектуры. Среди них, в частности, судостроительный цех площадью 9500 м², который используется в качестве склада, и другие строения.
Порт имеет 5 стационарных причалов:  
| Обозначение причала | Тип причала  | Глубина у причала, м | Длина причала, м |
| ------------------- | ------------ | -------------------- | ---------------- |
| № 1 торговый        | стационарный | 8                    | 131              |
| № 1а                | стационарный | 2,3                  | 67               |
| № 2 отстойный       | стационарный | 1,3                  | 150              |
| № 3 отстойный       | стационарный | 3,2                  | 109              |
| № 4 торговый        | стационарный | 10,5                 | 183              |

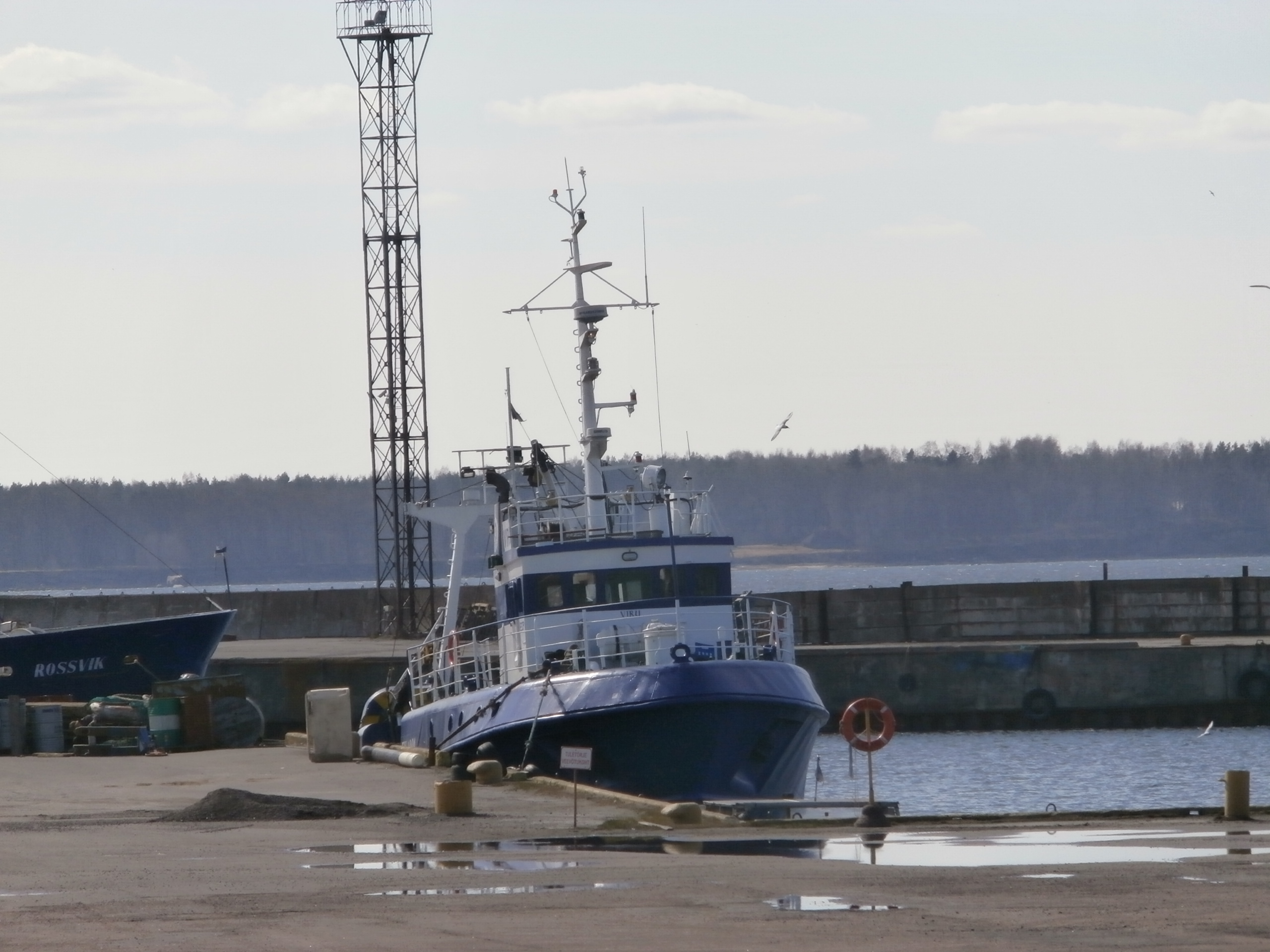
Эстонское рыболовецкое судно «Виру» в порту Беккера, 2014 год

С 1998 года оператором порта Беккера является предприятие с ограниченной ответственностью OÜ Tallina Bekkeri Sadam (прежнее название OÜ Rasmusson, адрес офиса: ул. Коплиранна, 49). Оно же владеет и соседним портом Меэрузе.  
6 августа 2020 года порту Беккера был выдан сертификат ISO 9001:2015.